# Palearktika
Palearktika je največja od šestih glavnih favnističnih regij zemeljskega kopnega po zoogeografski delitvi, ki jo je vpeljal angleški naravoslovec Alfred Russel Wallace. Zavzema območja Starega sveta severno od rakovega povratnika, kar vključuje Afriko severno od Sahare, Evropo, Severno in Srednjo Azijo ter sever Kitajske. Meji na Etiopsko regijo, od katere jo ločijo puščave, in Orientalsko regijo na jugovzhodu, od katere jo loči Himalaja. Vzhodno preko Beringovega preliva je Nearktika, ki zavzema Severno Ameriko.
Podnebje večine regije je zmerno, s toplejšimi območji na jugovzhodu in jugozahodu, kjer je tudi vrstna pestrost največja. Največji delež regije zavzema tajga, ki poteka od vzhoda proti zahodu v pasu okrog 60º severne zemljepisne širine. Severno je tundra, južno pa so mongolske stepe na vzhodu in evropski listopadni gozdovi na zahodu. Okrog Sredozemskega morja je območje s sredozemskim podnebjem.
Z zoogeografskega stališča je regija razmeroma enotna - glavne skupine živali, ki jo poseljujejo, so razširjene po vsej regiji in tudi po sosednjih regijah. Najočitnejša značilnost je, da jo poseljuje občutno manj vrst plazilcev kot druge regije. Morska pregrada med Palearktiko in Nearktiko je v novejši zemeljski geološki zgodovini večkrat izginila, zato imata regiji zelo podobno favno, predvsem sesalcev - več kot polovica družin jima je skupnih. Na tej podlagi nekateri biologi zavračajo delitev in obravnavajo celotno območje pod imenom Holarktika. Po drugi strani je na nekaterih področjih zoologije, npr. v ornitologiji, v uporabi delitev na vzhodno in zahodno Palearktiko, z mejo približno po črti, ki poteka po Uralskem gorovju in južno preko Kaspijskega jezera do Arabskega morja.

## Zgodovina
V članku iz leta 1858 za Proceedings of the Linnean Society je britanski zoolog Philip Sclater prvi identificiral šest kopenskih zoogeografskih območij sveta: palearktično, etiopsko/afrotropsko, indijsko/indomalajsko, avstralsko, nearktično in neotropsko. Šest je nakazovalo splošne skupine favne, ki temeljijo na skupni biogeografiji in obsežnih geografskih ovirah za selitev.
Alfred Wallace je prevzel Sclaterjevo shemo za svojo knjigo Geografska porazdelitev živali, objavljeno leta 1876. To je ista shema, ki obstaja še danes, z razmeroma manjšimi popravki in dodatkom še dveh regij: Oceanije in Antarktike.

## Glavne ekološke regije
Palearktika vključuje večinoma borealno/subarktično podnebje in ekoregije z zmernim podnebjem, ki potekajo čez Evrazijo od zahodne Evrope do Beringovega morja.

### Evro-sibirska regija
Borealna in zmerna evrosibirska regija je največja biogeografska regija Palearktike, ki prehaja od tundre v severnem delu Rusije in Skandinavije do prostrane tajge, borealnih iglastih gozdov, ki segajo čez celino. Južno od tajge je pas zmernih širokolistnih in mešanih gozdov ter zmernih iglastih gozdov. Za to obsežno evro-sibirsko regijo je značilno veliko skupnih rastlinskih in živalskih vrst ter ima veliko sorodnosti z zmernimi in borealnimi regijami Nearktične regije Severne Amerike. Evrazija in Severna Amerika sta bili pogosto povezani z Beringovim kopenskim mostom in imata zelo podobno favno sesalcev in ptic, pri čemer se je veliko evrazijskih vrst preselilo v Severno Ameriko, manj severnoameriških vrst pa se je preselilo v Evrazijo. Mnogi zoologi menijo, da sta Palearktika in Nearktika eno samo Holarktično regijo. Palearktika in Nearktika si delita tudi številne rastlinske vrste, ki jih botaniki imenujejo arkto-terciarna geoflora.

### Sredozemski bazen
Dežele, ki mejijo na Sredozemsko morje v Južni Evropi, Severni Afriki in Zahodni Aziji, so dom ekoregij Sredozemskega bazena, ki skupaj tvorijo največjo in najbolj raznoliko sredozemsko podnebno regijo na svetu, z na splošno blagimi, deževnimi zimami ter vročimi in suhimi poletja. Sredozemski mozaik ekoregije Sredozemski gozdovi in makija je dom 13.000 endemičnih vrst. Sredozemski bazen je tudi ena najbolj ogroženih biogeografskih regij na svetu; le 4 % prvotne vegetacije v regiji je ohranjenih, človeške dejavnosti, vključno s prekomerno pašo, krčenjem gozdov in spreminjanjem zemljišč za pašnike, kmetijstvo in urbanizacijo, pa so degradirale velik del regije. Prej je bila regija večinoma pokrita z gozdovi, vendar je velika človeška uporaba zmanjšala velik del regije na sklerofilna grmišča, znana kot chaparral, matorral, makija ali garrigue. Conservation International je sredozemski bazen označila za eno od svetovnih vročih točk biotske raznovrstnosti.

### Sahara in arabske puščave
Velik pas puščav, vključno z atlantsko obalno puščavo, puščavo Saharo in Arabsko puščavo, ločuje palearktično in afrotropsko ekoregijo. Ta shema vključuje te puščavske ekoregije v palearktiki; drugi biogeografi identificirajo mejo regije kot prehodno območje med puščavskimi ekoregijami in ekoregijami sredozemskega bazena na severu, kar puščave postavlja v afrotrop, medtem ko drugi postavljajo mejo skozi sredino puščave.

### Zahodna in Srednja Azija
Kavkaške gore, ki potekajo med Črnim morjem in Kaspijskim jezerom, so posebej bogata mešanica iglastih, širokolistnih in mešanih gozdov ter vključujejo zmerne deževne gozdove ekoregije evksinsko-kolhiških listopadnih gozdov.
Srednja Azija in Iranska planota sta dom suhih stepskih travišč in puščavskih kotlin z gorskimi gozdovi, gozdovi in travišči v visokih gorah in planotah v regiji. V južni Aziji je meja Palearktike pretežno višinska. Srednje višinsko vznožje Himalaje med približno 2000–2500 m tvori mejo med palearktično in indomalajsko ekoregijo.

### Vzhodna Azija
Kitajska, Koreja in Japonska so bolj vlažne in zmerne kot sosednje Sibirija in Srednja Azija ter so dom bogatih zmernih iglastih, širokolistnih in mešanih gozdov, ki so zdaj večinoma omejeni na gorska območja, saj so bile gosto poseljene nižine in porečja rek spremenjena v intenzivno kmetijsko in urbano rabo. Vzhodna Azija ni bila močno prizadeta zaradi poledenitve v ledenih dobah in je ohranila 96 odstotkov pliocenskih drevesnih rodov, medtem ko jih je Evropa ohranila le 27 odstotkov. V subtropskem območju južne Kitajske in južnega roba Himalaje palearktični zmerni gozdovi prehajajo v subtropske in tropske gozdove Indomalaje, kar ustvarja bogato in raznoliko mešanico rastlinskih in živalskih vrst. Gore na jugozahodu Kitajske so prav tako označene kot žarišče biotske raznovrstnosti. V jugovzhodni Aziji visoke gorske verige tvorijo jezike palearktičnega rastlinstva in živalstva v severni Indokini in južni Kitajski. Izolirane majhne postojanke (nebesni otoki) so daleč na jugu do osrednjega Mjanmara (na Nat Ma Taung, 3050 m), najsevernejšega Vietnama (na Fan Si Pan, 3140 m) in visokih gora Tajvana.

### Sladkovodna regija
Regija vsebuje tudi več pomembnih sladkovodnih ekoregij, vključno z močno razvitimi rekami Evrope, rekami Rusije, ki se izlivajo v Arktično, Baltsko, Črno morje in Kaspijsko jezero, sibirskim Bajkalskim jezerom, najstarejšim in najglobljim jezerom na planetu, in japonsko starodavno jezero Biva.

## Flora in favna
Ena družina ptic, pevke (Prunellidae), je endemična za območje Palearktike. V Holarktiki so še štiri druge endemične družine ptic: potapljači (Gaviidae), koconoge kure (Tetraoninae), njorke (Alcidae) in pegami (Bombycillidae).
V regiji ni endemičnih redov sesalcev, vendar je več družin endemičnih: Calomyscidae (mišim podobni hrčki), Prolagidae in Ailuridae (rdeče pande). Več vrst sesalcev izvira iz Palearktike in se je med ledeno dobo razširilo v Nearktiko, vključno z rjavim medvedom (Ursus arctos, v Severni Ameriki poznanim kot grizli), navadnim jelenom (Cervus elaphus) v Evropi in sorodnim vapitijem (Cervus canadensis) na daljnem vzhodu Sibirije, ameriški bizon (Bison bison) in severni jelen (Rangifer tarandus, v Severni Ameriki znan kot karibu).

### Izumrtja megafavne
Več velikih palearktičnih živali je izumrlo od konca pleistocena do zgodovinskih časov, vključno: orjaški jelen (Megaloceros giganteus), tur (Bos primigenius), volnati nosorog (Coelodonta antiquitatis), dlakavi mamut (Mammuthus primigenius), severnoafriški slon (Loxodonta africana pharaoensis), kitajski slon (Elephas maximus rubridens), jamski medved (Ursus spelaeus), slon z ravnimi okli (Palaeoloxodon antiquus) in evropski lev (Panthera leo europaea).